# ぎふ長良川花火大会
ぎふ長良川花火大会（ぎふながらがわはなびたいかい）は、2023年（令和5年）から岐阜県岐阜市の長良川河川敷で実施される花火大会である。運営主体は岐阜市、中日新聞社、岐阜新聞社、岐阜商工会議所、岐阜観光コンベンション協会、岐阜長良川温泉旅館協同組合、岐阜ホテル会、会場周辺の自治会連合会で構成する「ぎふ長良川花火大会実行委員会」。
2023年（令和5年）8月11日に第1回大会が開催された。

## 大会創設の経緯と概要
元々、長良川河畔を会場とする花火大会は、2022年まで（実質は後述の理由により2019年が最後となった）は、7月下旬（原則最終土曜日）に中日新聞社が主催する「全国選抜長良川中日花火大会」（1957年創設）、8月初旬（原則第1土曜日）に岐阜新聞社・岐阜放送が主催する「長良川全国花火大会」（1946年創設）と2つの花火大会が連続して開催する状態になっていた。この2つの花火大会はカレンダーの配置上、2週連続開催が基本であるため、一連の大会を「長良川花火大会」とも呼称する。
しかし、2020年は2020年東京オリンピック・2020年東京パラリンピックの開催が予定されており、警備員の確保が困難になっていたため、この年に限って中止にする予定だったが、東京オリンピック・東京パラリンピック開催が1年延期（2021年開催）となり、新型コロナウイルス感染症の感染拡大の影響や、警備負担の増大といった問題から、2021年、2022年についても両大会とも開催見送りが決定した。
この2つの花火大会を2023年夏に統合し、新しい花火大会の実現へ向けて、中日・岐阜の両新聞社と、岐阜市、岐阜商工会議所が中心となった実行委員会によるプロジェクトチームが設立され、「オール岐阜体制」による花火の祭典実現へ向けて動くことになった。花火大会の統合に際しては、岐阜新聞社長・矢島薫が「岐阜市と岐阜商工会議所から、市全体の名物として花火大会を残すには、2大会を統合し一本化したほうが一番の策ではないかとの提案があり、ありがたい話であると考えた」としている。また岐阜市民や観光業関係者からも花火大会の統合に関しての歓迎の意見が寄せられている。
今後、大会は原則として山の日に当たる8月11日を基本の開催日とし、長良川の右岸に「応援団席」と称した有料観覧席を設け、雑踏事故防止による人の流れの抑制と、大会の安定運営に努めるとしている。有料観覧席は最初に岐阜市内在住・在勤・在学者対象の優先予約（抽選）を4月から行い、一般発売は6月から順次先着順で受け付ける。従来は自由に利用できた屋台も有料観覧席のチケットで入場しないと利用できないようになった。
2025年の第3回では金華山山頂の岐阜城天守を貸し切って花火を鑑賞できる「岐阜城天守閣席」が発売された。1組のみ（最大20人まで）の抽選販売で、金華山ロープウェーの往復料金を含めて50万円（税込み）。
各々約3万発を打ち上げていた2大会（合計で約6万発を打ち上げ）を統合して有料化したものの、第1回の打ち上げ数は約1万発に留まった。結果として、大会統合前よりも打ち上げ数は大幅に（第1回基準では5万発も）減った事になる。また堤防と橋（観覧禁止エリアでもある）に囲まれた有料席の目の前で花火を打ち上げる関係で、無料観覧に際しては低く打ち上げられる花火が見えなくなった。
動員数は2023年の第1回は10万人、2024年の第2回は約12万人、2025年の第3回も約12万人。

### テレビ中継
ぎふチャン・テレビ愛知（テレビ東京系列）・BS11が共同制作し、3局が同時ネットで放送している。
第1回は、ぎふチャンが19時から20時54分、BS11が19時から20時まで放送した。BS11が20時で中継を打ち切ったのはBSイレブン住之江ボートレース中継が控えていたからであり、20時以降は動画サイトのBS11+で20時54分まで配信した。しかし、機材トラブルで開始時間が約24分遅れたため、BS11では第1章「Here WE Go 新たなる開幕」しか中継できなかった。
第2回から、ぎふチャンとBS11に加えて、テレビ愛知も製作に加わった。
なおBS11では、主催参加社（岐阜新聞・中日新聞）と競合関係にある毎日新聞がスポンサーにつくことがある（BS11に毎日新聞が出資しているため）。

### その他
- 派手な取り組みを行ったことで知られる尾張藩第7代藩主の徳川宗春は、享保18年（1733年）9月12日の暮六ツ半（午後7時）頃、鵜飼見物に出掛けた際に舟から花火を見物している。この時は徳田（『岐阜鷺山史誌』では笠松町とする）より花火師が来て、珍しい花火を打ち上げている[26][27][28]。確認できる限り、これが長良川で打ち上げられた花火の最も古い記録であり、現在行われている長良川花火大会の先駆けといえる。
- ぎふ長良川花火大会を主催する「ぎふ長良川花火大会実行委員会」に岐阜市も参加しているため[2]、有料観覧席である花火応援席チケットが、岐阜市のふるさと納税返礼品に登録されている[29][30]。

## 長良川鵜飼屋花火大会
長良川鵜飼屋花火大会（ながらがわうかいやはなびたいかい）は、2020年から2022年に開催された市民有志による花火大会である。
2019年に「全国選抜長良川中日花火大会」「長良川全国花火大会」の開催が中止となると、長良川の花火を絶やさないために、地元有志が中心となり「長良川鵜飼屋花火実行委員会」を結成。市販の打ち上げ花火を大規模に打ち上げることが計画され、寄付金を募ったところ、予想以上の寄付金があつまり、本格的な花火大会の開催となる。しかし、新型コロナウイルス感染症の感染拡大の影響もあり、行政と対策を協議の上、開催日時を一般には非公開で行なうこととなった。2020年8月29日に開催され、約2000発の花火が打ち上げられた。
開催はこの1回のみの予定であったが、新型コロナウイルス感染症の感染拡大により2021年も長良川の2つの花火大会が中止になると、花火大会開催を望む市民により寄付金が集まり、開催日非公開で開催が決定。まん延防止等重点措置による岐阜市緊急事態宣言が8月20日に発令されたことにより、8月下旬に実施を予定していた第2回大会は延期されたが、9月30日に岐阜市緊急事態宣言が解除されたため、10月2日に開催され、2000発の花火が打ち上げられた。2022年も同様に開催日非公開で開催となり、2022年8月27日に開催され、約6000発の花火が打ち上げられた。
2023年にぎふ長良川花火大会の開催が決まったことにより、3回の開催で終了した。